# ATLAS J0259-1635
ATLAS J0259-1635, ou WISE J0259-1635, est un quasar qui est divisé en quatre images par une lentille gravitationnelle sous la forme d'une croix d'Einstein. Il a été découvert en 2018 par une équipe d'astronomes avec les données du VLT Survey Telescope. Il se situe dans la constellation de l'Eridan à, selon les valeurs de décalage vers le rouge, 2.9 milliards d'années lumière.

## Nature de la quadruple image
La classification des quatre images vient de l'analyse des données du VLT mais la spectroscopie faite avec le télescope Baade n'a montré que deux images sur les quatre. Les données du WISE ont été utilisées pour déterminer s'il s'agissait bien d'une quadruple lentille, ou d'une double lentille. Pour cela, les scientifiques ont séparé les différentes sources infrarouges en trois images quand cela était possible, en deux si les trois images étaient impossibles à réaliser. Ce processus a permis d'isoler et de filtrer les quatre images du quasar. La question sera résolue lors de la mesure faite par le Sloan IMACS; selon les données du Sloan IMACS, la lentille produit bien quatre images.

## Propriétés physiques
Comme dit précédemment, la lumière venant du quasar ATLAS J0259-1635 est distordue en quatre images bleu pâle sous l'effet d'une lentille gravitationnelle très puissante, elle est formée par une galaxie elliptique massive nommée [SAM2018] ATLAS J0259-1635,. Comme pour le cas HE 0435-1223, les différentes images du quasar varient avec un délai : si l'image A varie, l'image B va varier avec un délai de quelques jours. Les images varient de manière similaire dans le domaine optique, infrarouge mais les ondes radio semblent avoir des anomalies dans leurs variations. Les scientifiques utiliseront la différence entre les ondes optiques, infrarouges et les ondes radio pour déterminer la masse de la galaxie productrice de la lentille ainsi que pour la mesure de la taille de la région d'émission du quasar. Les quatre images ont des magnitudes apparentes différentes : l'image A a une magnitude apparente de 18.48 ± 0.03, l'image B a une ma de 18.57 ± 0.04,  l'image C a une ma de 19.06 ± 0.03,  l'image D a une ma de 19.30 ± 0.04.